# Inermoleiopus roseofasciatus
Inermoleiopus roseofasciatus là một loài bọ cánh cứng trong họ Cerambycidae.